# Vitalitat urbana
La vitalitat urbana és la qualitat d'aquells espais de les ciutats que són capaces d'atreure a persones heterogènies per a diferents tipus d'activitats al llarg d'horaris variats. Les àrees de la ciutat amb alta vitalitat són percebudes com a vives, animades o vibrants i solen atreure a persones per a realitzar les seves activitats, passejar o quedar-se. No obstant això, les àrees de baixa vitalitat repel·leixen a les persones i poden percebre's com a insegures.
L'índex de vitalitat urbana és una mesura d'aquesta qualitat i en els últims anys s'ha convertit en una eina fonamental per a la planificació de polítiques urbanes, especialment per a la intervenció d'espais amb baixa vitalitat. A més, s'utilitza per a una correcta gestió dels espais amb alta vitalitat, perquè l'èxit de certes àrees pot implicar processos de gentrificación i turistificación que, paradoxalment, acabin reduint la vitalitat que els va fer populars.
El concepte de vitalitat urbana està basat en les contribucions de Jane Jacobs, especialment les de la seva obra més influent, Mort i vida de les grans ciutats. Jacobs va criticar en els anys 1960 l'arquitectura moderna i racionalista defensada per Robert Moses o Le Corbusier on el protagonista era el cotxe privat. Va argumentar que aquests tipus de planificació urbana passaven per alt i simplificaven en excés la complexitat de la vida humana. Es va oposar als programes de renovació urbana a gran escala que van afectar veïnats complets i que van construir vies d'alta capacitat a través del centre de les ciutats. En canvi, va advocar per un desenvolupament dens d'ús mixt i carrers transitables, amb "ulls al carrer" dels propis transeünts que ajuden a mantenir l'ordre públic.
En l'actualitat, el concepte de vitalitat urbana està fent revaloritzar l'urbanisme mediterrani i la seva història, en el qual l'espai públic, la vianalitat i les places tenen una gran importància com a centres d'interacció i cohesió social, en oposició a l'urbanisme anglosaxó de grans infraestructures urbanes, llargues distàncies i centrat en l'automòbil.

## Condicions per a una alta vitalitat urbana
La vitalitat urbana pot arribar a quantificar-se gràcies a l'anàlisi dels elements que la determinen. Entre ells es troben:
- Diversitat d'usos de l'espai que puguin atreure a diferents tipus de persones per a activitats dispars i a hores variades, fent que l'espai estigui constantment ocupat, millorant la seva seguretat.
- Oportunitats de contacte personal amb blocs, illas i espais oberts que no siguin massa grans, perquè redueixen el nombre de possibles interseccions i interaccions socials.
- Diversitat d'edificis amb característiques i edats variades, fent que persones amb diferents capacitats adquisitives puguin viure en totes les zones de la ciutat, evitant la formació de guetos.
- Alta densitat de població, les zones residencials són essencials per a atreure altres tipus d'activitat.
- Accessibilitat per a totes les persones sense dependre del transport privat, sent la per als vianants la més important, per ser la més democràtica, sostenible i barata, seguida de l'accés amb bicicleta i del transport públic.
- Distància a elements de frontera, com a grans edificis, rondes, vies de tren en superfície o grans parcs urbans que desincentiven l'ús del carrer.